# Aoplus rantaizanus
Aoplus rantaizanus är en stekelart som först beskrevs av Tohru Uchida 1927.  Aoplus rantaizanus ingår i släktet Aoplus och familjen brokparasitsteklar. Inga underarter finns listade i Catalogue of Life.